# Écozone paléarctique : plantes à graines par nom scientifique (W)

## Wa

### Wah
- Wahlenbergia - fam. Campanulacées
  - Wahlenbergia hederacea - Wahlenbergie à feuilles de lierre

### Wal
- Waldsteinia
  - Waldsteinia fragarioides - Waldsteinia faux-fraisier
  - Waldsteinia geoides
  - Waldsteinia ternata
  - Waldsteinia trifolia - Waldsteinia à trois feuilles

### Was
- Wasabia - Brassicacées
  - Wasabia japonica - Wasabi

- Washingtonia  - Arécacées
  - Washingtonia californica - Palmier Washingtonia

## We

### Wei
- Weigela

## Wi

### Wis
- Wisteria - fam. Fabaceae
  - Wisteria floribunda
    - Wisteria floribunda Alba

  - Wisteria sinensis - Glycine de Chine ou « Wistérie de Chine »

## Wo

### Wol
- Wolffia - fam. Lemnacées
  - Wolffia arrhiza - Wolffia sans racines
  - Wolffia borealis - Wolffia boréale
  - Wolfia columbiana - Wolffia de Colombie

### Woo
- Woodsia - fam. Polypodiacées
  - Woodsia alpina - Woodsie alpine
  - Woodsia glabella
  - Woodsia hyperborea Woodsia hyperboréale
  - Woodsia ilvensis - Woodsie de l'île d'Elbe
  - Woodsia obtusa - Woodsie obtuse
  - Woodsia oregana - Woodsie de l'Orégon
    - Woodsia oregana cathcartiana - Woodsie de l'Orégon

  - Woodsia pulchella - Woodsie joli
  - Woodsia scopulina - Woodsie des rochers
    - Woodsia scopulina laurentiana - Woodsie des rochers

- Woodwardia - fam. Polypodiacées
  - Woodwardia gaulnettya
  - Woodwardia halimiocistus
    - Woodwardia halimiocistus wisleyensis

  - Woodwardia halimiocistus
    - Woodwardia halimiocistus sahucii

  - Woodwardia osmarea
    - Woodwardia osmarea wintonensis

  - Woodwardia radicans - Woodwardie radicant
  - Woodwardia virginica - Woodwardie de Virginie

## Wu

### Wul
- Wulfenia
  - Wulfenia carinthiaca